# Grand Prix d'été de saut à ski 2024
Navigation
Édition précédente Édition suivante
L'édition 2023 du Grand Prix d'été de saut à ski se déroule du 13 août au 6 octobre 2024.

## Grand Prix masculin

### Calendrier individuel et podiums
| Date              | Lieu        | Épreuve | Vainqueur         | Deuxième           | Troisième             |
| ----------------- | ----------- | ------- | ----------------- | ------------------ | --------------------- |
| 13 août 2024      | Courchevel  | HS 133  | Stefan Kraft      | Valentin Foubert   | Alex Insam            |
| 14 août 2024      | Courchevel  | HS 133  | Stefan Kraft      | Fredrik Villumstad | Valentin Foubert      |
| 14 septembre 2024 | Wisła       | HS 134  | Marius Lindvik    | Artti Aigro        | Gregor Deschwanden    |
| 15 septembre 2024 | Wisła       | HS 134  | Marius Lindvik    | Artti Aigro        | Tate Frantz           |
| 21 septembre 2024 | Râșnov      | HS 97   | Paweł Wąsek       | Ulrich Wohlgenannt | Kevin Bickner         |
| 22 septembre 2024 | Râșnov      | HS 97   | Paweł Wąsek       | Ren Nikaido        | Alex Insam            |
| 28 septembre 2024 | Hinzenbach  | HS 90   | Daniel Tschofenig | Andreas Wellinger  | Jan Hörl              |
| 29 septembre 2024 | Hinzenbach  | HS 90   | Andreas Wellinger | Jan Hörl           | Stefan Kraft          |
| 5 octobre 2024    | Klingenthal | HS 140  | Marius Lindvik    | Timi Zajc          | Halvor Egner Granerud |

### Classement
Classement final  :
| Rang | Nom            | Points |
| ---- | -------------- | ------ |
| 1    | Paweł Wąsek    | 329    |
| 2    | Stefan Kraft   | 305    |
| 3    | Marius Lindvik | 300    |
| 4    | Alex Insam     | 299    |
| 5    | Jan Hörl       | 249    |

## Grand Prix féminin

### Calendrier et podiums
| Date              | Lieu        | Épreuve | Vainqueur        | Deuxième                   | Troisième                  |
| ----------------- | ----------- | ------- | ---------------- | -------------------------- | -------------------------- |
| 13 août 2024      | Courchevel  | HS 133  | Ema Klinec       | Sara Takanashi             | Jacqueline Seifriedsberger |
| 14 août 2024      | Courchevel  | HS 133  | Sara Takanashi   | Jacqueline Seifriedsberger | Joséphine Pagnier          |
| 14 septembre 2024 | Wisła       | HS 134  | Annulé           | Annulé                     | Annulé                     |
| 15 septembre 2024 | Wisła       | HS 134  | Annulé           | Annulé                     | Annulé                     |
| 21 septembre 2024 | Râșnov      | HS 97   | Lara Malsiner    | Annika Sieff               | Nozomi Maruyama            |
| 22 septembre 2024 | Râșnov      | HS 97   | Lara Malsiner    | Nozomi Maruyama            | Annika Sieff               |
| 5 octobre 2024    | Klingenthal | HS 140  | Katharina Schmid | Eirin Maria Kvandal        | Yūki Itō                   |

### Classement
Classement final  :
| Rang | Nom             | Points |
| ---- | --------------- | ------ |
| 1    | Lara Malsiner   | 254    |
| 2    | Annika Sieff    | 214    |
| 3    | Sara Takanashi  | 209    |
| 4    | Ema Klinec      | 202    |
| 5    | Nozomi Maruyama | 180    |

## Mixte
| Date           | Lieu        | Épreuve | Vainqueurs                                                                       | Deuxièmes                                                                                     | Troisièmes                                                                       |
| -------------- | ----------- | ------- | -------------------------------------------------------------------------------- | --------------------------------------------------------------------------------------------- | -------------------------------------------------------------------------------- |
| 6 octobre 2024 | Klingenthal | HS 140  | Allemagne - Selina Freitag - Pius Paschke - Katharina Schmid - Andreas Wellinger | Norvège - Thea Minyan Bjørseth - Halvor Egner Granerud - Eirin Maria Kvandal - Marius Lindvik | Autriche - Lisa Eder - Jan Hörl - Jacqueline Seifriedsberger - Daniel Tschofenig |